# Longest Year
Longest Year — мини-альбом американской пост-рок/эмбиент-группы Hammock, выпущен 14 декабря 2010 года на собственном лейбле Hammock Music в двух версиях: на компакт-диске и в цифровом виде, доступном для загрузки с bandcamp.

## Об альбоме
CD-версия альбома содержит фотографии, сделанные и подписанные фотографом Томасом Петилло (англ. Thomas Petillo). Макет и дизайн — Эндрю Томпсон.
На песни с альбома было снято два клипа:
- «Dark Beyond The Blue», режиссёр — Эндрю Томпсон
- «Longest Year», режиссёр — Томас Петилло

## Список композиций
| №  | Название                                           | Длительность |
| -- | -------------------------------------------------- | ------------ |
| 1. | «Longest Year»                                     | 8:24         |
| 2. | «Dark Beyond The Blue»                             | 5:17         |
| 3. | «Cruel Sparks»                                     | 5:13         |
| 4. | «Lonely, Some Quietly Wander In The Hall Of Stars» | 7:14         |
| 5. | «One Another»                                      | 6:42         |

## Участники записи
- Виолончель — Matt Slocum
- Мастеринг — Taylor Deupree
- Микс — Stephen Leiweke